# Tomáš Březina
Tomáš Březina (* 21. února 1957 Praha) je český velkopodnikatel v betonářství, zakladatel a bývalý ředitel a stoprocentní vlastník společnosti BEST, která je největším tuzemským výrobcem betonových stavebních prvků, díky čemuž je přezdíván „betonový král.“ V letech 1996–1998 byl poslancem PS PČR za ODS, později za Unii svobody. Založil a vedl Český svaz betonářů, předtím vedl Asociaci výrobců zahradní architektury.

## Osobní a profesní život
Dětství a mládí prožil v jižních Čechách (konkrétně v Husinci), v Nalžovských Horách a v Praze. V hlavním městě také vystudoval gymnázium, v roce 1976 odmaturoval a ve studiích pokračoval na Fakultě stavební Českého vysokého učení technického v Praze. Tu dokončil v roce 1981. Poté až do začátku devadesátých let pracoval jako projektant, mistr, stavbyvedoucí a referent v několika pražských podnicích. V roce 1990 založil, jak sám říká: „na zelené louce,“ společnost BEST, která vyrábí betonové stavební prvky. V této společnosti byl do roku 2021, kdy firmu prodal, jediným vlastníkem a statutárním ředitelem.
Ve volbách v roce 1996 byl zvolen do Poslanecké sněmovny za Občanskou demokratickou stranu (volební obvod Západočeský kraj). Zasedal v rozpočtovém výboru. Do ledna 1998 byl členem poslaneckého klubu ODS, pak přešel do nově vzniklé US-DEU, ale krátce poté, 12. února 1998, rezignoval na poslanecký mandát. Rezignaci zdůvodnil osobními důvody. Ve Sněmovně ho nahradil František Šnajdauf.
Po odchodu z politiky se věnoval pouze své firmě. Profesního i osobního úspěchu dosáhl v roce 2007, kdy se stal Podnikatelem roku a následně reprezentoval Českou republiku v mezinárodním kole této soutěže v Monte Carlu. Byl mimo jiné prezidentem České asociace betonářů.
Ve volbách do Poslanecké sněmovny PČR v roce 2013 měl kandidovat ve Středočeském kraji jako lídr hnutí ANO 2011. V září 2013 ale z kandidátní listiny odstoupil s tím, že hnutí ANO podle něj není dostatečně pravicové. „Z hnutí ANO mě nejvíc vyhnalo to, když jsem na vlastní oči zjistil, že je to jen a pouze marketingový projekt. V pondělí pravice, ve středu socialisti,“ komentoval své rozhodnutí Březina.
Společnost BEST prodal v roce 2021 stavebninám DEK, které vlastní miliardář Vít Kutnar společne s Petrou Kutnarovou.
Ve volbách do Poslanecké sněmovny PČR v roce 2021 byl voličem trojkoalice SPOLU, vláda ho však zklamala, kritizoval především rozmáhající se „byrokratickou hydru“ a financování neziskovek.

## Prezidentské volby 2023
Dne 8. dubna 2022 oznámil Tomáš Březina záměr kandidovat na prezidenta ČR v prezidentských volbách v roce 2023.
Kandidaturu založil na podpisech občanů. Byl si vědom odlišnosti mandátu prezidenta voleného prostřednictvím přímé volby občanů, oproti tomu, kdy by byl volen jako stranický kandidát. S tím specifikoval i svůj postoj, ve kterém byl přesvědčen, že by nikdy nekandidoval jako kandidát vytažený ze zákulisí jakoukoli politickou stranou, nepřišlo by mu to smysluplné.
Na tiskové konferenci, která se konala 13. dubna 2022, také uvedl, že nechce oslovovat žádnou politickou stranu a žádat ji o podporu. Kampaň financoval z vlastních zdrojů.
Svou kandidaturu stavěl na čtyřech programových bodech, kterými byly: pravdivost, druhá transformace ČR, odpovědnost za sebe, rodinu a společenství, a skutečná řešení byrokratické hydry.
Dne 17. června 2022 se mu podařilo nasbírat potřebných 50 000 podpisů občanů. Se sběrem podpisů pokračoval i nadále, protože nebyla ověřena jejich pravost. K 14. červenci 2022 nasbíral kolem 70 tisíc podpisů.
Dne 25. listopadu 2022 byla jeho kandidatura zamítnuta Ministerstvem vnitra pro nedostatek podpisů, kterých po přezkumu zůstalo z původních 69 tisíc pouze 45 tisíc. Tomáš Březina oznámil, že se proti tomuto rozhodnutí bude bránit zákonnými kroky.
Dne 28. listopadu 2022 oznámil, že se proti rozhodnutí Ministerstva vnitra neodvolá, a to přesto, že byl dle svých slov sám přesvědčen, že by v případném odvolání uspěl.